# 幸浦
幸浦（さちうら）は、神奈川県横浜市金沢区の町名。現行行政地名は幸浦一丁目及び幸浦二丁目。住居表示は実施していない。

## 地理
横浜市金沢区北東部の東京湾に面した埋立地に位置し、北は鳥浜町、南は長浜水路をはさんで福浦、西は緑地帯と国道357号、首都高速湾岸線、金沢シーサイドラインをはさんで並木に接する。一丁目と二丁目からなり、間に富岡川が流れる。首都高速湾岸線・金沢シーサイドラインの周囲を除くほぼ全域が工業地域に指定されている。

### 一丁目
町の北半分にあり、面積1.24km²。交通は金沢シーサイドライン鳥浜駅・並木北駅のほか、新杉田駅と三菱金沢工場前とを結ぶ横浜交通開発バスが利用できる。

### 二丁目
町の南半分にあり、面積0.807km²。交通は、金沢シーサイドライン並木中央駅・幸浦駅が利用できる。

## 歴史
埋立により、1977年1月10日に新設された。

## 世帯数と人口
2025年（令和7年）2月28日現在（横浜市発表）の世帯数と人口は以下の通りである。なお、丁目別はわずかな為、合計のみ掲載。
| 町丁       | 世帯数 | 人口 |
| ---------- | ------ | ---- |
| 幸浦一丁目 | 33世帯 | 38人 |
| 幸浦二丁目 | 33世帯 | 38人 |

## 学区
市立小・中学校に通う場合、学区は以下の通りとなる（2024年11月時点）。
| 丁目       | 番・番地等          | 小学校                 | 中学校               |
| ---------- | ------------------- | ---------------------- | -------------------- |
| 幸浦一丁目 | 1〜7番地 11〜16番地 | 横浜市立並木第一小学校 | 横浜市立富岡東中学校 |
| 幸浦一丁目 | 8〜10番地 17番地    | 横浜市立並木中央小学校 | 横浜市立富岡東中学校 |
| 幸浦二丁目 | 1〜7番地            | 横浜市立並木中央小学校 | 横浜市立並木中学校   |
| 幸浦二丁目 | 8番地以降           | 横浜市立並木第四小学校 | 横浜市立並木中学校   |

## 事業所
2021年（令和3年）現在の経済センサス調査による事業所数と従業員数は以下の通りである。
| 丁目       | 事業所数  | 従業員数 |
| ---------- | --------- | -------- |
| 幸浦一丁目 | 91事業所  | 1,918人  |
| 幸浦二丁目 | 233事業所 | 5,280人  |
| 計         | 324事業所 | 7,198人  |

### 事業者数の変遷
経済センサスによる事業所数の推移。
| 年                 | 事業者数 |
| ------------------ | -------- |
| 2016年（平成28年） | 297      |
| 2021年（令和3年）  | 324      |

### 従業員数の変遷
経済センサスによる従業員数の推移。
| 年                 | 従業員数 |
| ------------------ | -------- |
| 2016年（平成28年） | 7,941    |
| 2021年（令和3年）  | 7,198    |

## 施設

### 一丁目
みなとみらい地区から移転した三菱重工業金沢工場、横浜市環境創造局金沢水再生センター・南部汚泥資源化センターなどがある。北側は富士フイルムや早川海陸輸送などの輸出入倉庫がある。

### 二丁目
海側に横浜市資源循環局金沢工場と、余熱を利用した温水プールや日帰り入浴施設を備えたリネツ金沢がある。横浜シーサイドラインの本社・車両基地や、コストコ金沢シーサイド倉庫店もこの地にある。南側は卸売企業を中心とした流通団地が形成されている。

## その他

### 日本郵便
- 郵便番号 : 236-0003[3]（集配局：横浜金沢郵便局[10]）

### 警察
町内の警察の管轄区域は以下の通りである。
| 丁目       | 番・番地等 | 警察署     | 交番・駐在所 |
| ---------- | ---------- | ---------- | ------------ |
| 幸浦一丁目 | 全域       | 金沢警察署 | 並木交番     |
| 幸浦二丁目 | 全域       | 金沢警察署 | 幸浦交番     |